# LibreOffice Calc
LibreOffice Calc est le composant tableur du logiciel LibreOffice,.
Après avoir été dérivé d'OpenOffice.org en 2010, LibreOffice Calc a subi une refonte massive de la gestion des références externes pour corriger de nombreux défauts dans les calculs de formules impliquant des références externes et pour améliorer les performances de mise en cache des données, en particulier lors du référencement de grandes plages de données.
Calc est capable d'ouvrir et d'enregistrer la plupart des feuilles de calcul au format de fichier Microsoft Excel. Calc est également capable d'enregistrer des feuilles de calcul sous forme de fichiers PDF.
Comme toute la suite LibreOffice, Calc est disponible pour une variété de plates-formes, notamment Linux, macOS, Microsoft Windows, et FreeBSD. Disponible sous la licence publique Mozilla, Calc est un logiciel libre et open source. Il existe des versions communautaires pour de nombreuses autres plateformes. Collabora, partenaire de l'écosystème, utilise le code en amont de LibreOffice et fournit des applications pour Android, iOS, iPadOS et ChromeOS,. LibreOffice Online est une suite bureautique en ligne qui comprend les applications Writer, Calc et Impress et fournit un support en amont pour des projets commerciaux tels que Collabora Online.
Il existe désormais une version bêta fermée de LibreOffice sur AmigaOS 4.1.

## Caractéristiques
Les fonctionnalités de Calc incluent :
- Capacité de lire/écrire OpenDocument (ODF), Microsoft Excel (XLSX), CSV[10] et plusieurs autres formats[11],[12] ;
- Prise en charge de nombreuses fonctions, y compris celles pour les nombres imaginaires, ainsi que les fonctions financières et statistiques[13],[14] ;
- Prend en charge 1 048 576 lignes et 16 384 colonnes dans une feuille de calcul, ce qui rend les feuilles de calcul LibreOffice plus adaptées aux feuilles de calcul scientifiques ou financières plus lourdes[15]. La version 7.0 a introduit les « feuilles de calcul très volumineuses » qui peuvent être activées en tant que fonctionnalité expérimentale[16]. La version 7.4 a fait des feuilles de calcul très volumineuses la valeur par défaut[17] ;
- Jusqu'à présent, les nouvelles fonctions telles que les fonctions IFS, Switch TEXT JOIN, MAXIFS, MINIFS, etc. n'étaient disponibles que dans Excel 2016 et versions ultérieures. LibreOffice Calc peut les utiliser.

### Tableau croisé dynamique
Initialement appelé DataPilot, Pivot Table offre des fonctionnalités similaires au tableau croisé dynamique présent dans Microsoft Excel. Il est utilisé pour la mise en page de tableaux interactifs et l'analyse de données dynamiques.
Une macro de tri avancée est incluse qui permet d'organiser ou de catégoriser les données en fonction d'une macro générée par l'utilisateur ou de l'une des nombreuses macros par défaut incluses.

## Formats de fichiers pris en charge
(décembre 2024).
| Format de fichier                | Extension                     | Lire/Écrire                                                                                              | Notes          |
| -------------------------------- | ----------------------------- | --- | -------------- |
| Apple Numbers                    | NUMBERS                       | Depuis la version 5.1                                                                                    |                |
| Comma-separated values           | CSV                           | Oui |                |
| Data Interchange Format          | DIF                           | Oui |                |
| DBase, Clipper, VP-Info, FoxPro  | DBF                           | Oui |                |
| Gnumeric                         | GNM, GNUMERIC                 | Depuis la version 5.1, l'écriture n'est pas possible.                                                    |                |
| Lotus 1-2-3                      | 123, WKS, WKS1, WK2, WK3, WK4 | Oui |                |
| Microsoft Excel 4/5/95           | XLS, XLW, XLT                 | Oui, l'écriture est possible depuis la version 3.6                                                       |                |
| Microsoft Excel 97–2003          | XLS, XLW, XLT                 | Oui |                |
| Microsoft Excel 2007-2021        | XLSX, XLTX, XLSM, XLTM        | Oui |                |
| Microsoft Excel 2003 XML         | XML                           | Oui |                |
| Microsoft Excel Web Query File   | IQY                           | Depuis la version 5.4                                                                                    |                |
| Microsoft Pocket Excel           | PXL                           | Oui | Nécessite Java |
| OpenDocument (spreadsheet)       | ODS, FODS, OTS,               | Oui |                |
| OpenOffice.org XML (spreadsheet) | SXC, STC                      | Oui |                |
| Quattro Pro 6.0                  | WB2, WQ1, WQ2                 | Oui |                |
| StarOffice StarCalc 3/4/5        | SDC, VOR                      | Supprimé dans la version 4.0, rajouté dans la version 5.3, l'écriture est possible depuis la version 3.6 |                |
| SYLK                             | SLK                           | Oui |                |